# تون ساتومي
تون ساتومي (باليابانية: 里見 弴)‏ (14 يوليو 1888 في يوكوهاما - 21 يناير 1983 في كاماكورا، كاناغاوا) كاتب، وروائي من اليابان.

## الجوائز
- وسام الثقافة
- صاحب الاستحقاق الثقافي  [لغات أخرى]‏

## روابط خارجية
- تون ساتومي على موقع IMDb (الإنجليزية)
- تون ساتومي على موقع قاعدة بيانات الفيلم (الإنجليزية)